# Pandemia de COVID-19 no Zimbábue
A pandemia de coronavírus 2019-2020 se espalhou para o Zimbábue, com os primeiros casos confirmados anunciados em 20 de março de 2020.

## Linha do tempo
O Zimbábue viu seu primeiro caso de coronavírus de um residente do sexo masculino de Victoria Falls que voltou do Reino Unido passando pela África do Sul em 15 de março. Nenhuma morte foi relatada como erroneamente indicada em algumas fontes, uma vez que o paciente continuou com o auto-isolamento em casa e mostrou sinais de recuperação.
A confirmação de COVID-19 no Zimbábue serviu de justificativa para a África do Sul fechar a fronteira com o país. A vedação foi feita com a liberação de fundos, para a construção de uma controversa cerca. Com isso, a economia zimbabuana, já frágil, pôs-se em situação de calamidade. A perspectiva era que a pandemia gerasse uma crise extrema na economia do Zimbábue.

## Prevenção
Antes de haver casos confirmados no país, o presidente Emmerson Mnangagwa havia declarado estado de emergência nacional, estabelecendo restrições de viagem e proibindo grandes reuniões. O ministro da defesa do país, Oppah Muchinguri, causou polêmica ao afirmar que o coronavírus poderia ser um castigo divino para as nações ocidentais por impor sanções ao Zimbábue.